# Корнеев, Игорь Владимирович
И́горь Влади́мирович Корне́ев (род. 4 сентября 1967, Москва) — советский и российский футболист, полузащитник. За сборную провёл 14 матчей. Заслуженный тренер России (2009). Футбольный функционер. С 2002 года имеет гражданство Нидерландов.

## Биография
С детства болел за «Торпедо», но является воспитанником московской ДЮСШ «Спартак» (тренер — Виктор Зернов). Играл за дубль «Спартака» и его дочернюю команду — «Красную Пресню». В 1986 году стал победителем всесоюзного турнира «Переправа» и лучшим бомбардиром турнира в составе ЦСКА.
В 1986 году перешёл в ЦСКА-2, а с 1987 года играл за главную команду. К 1991 году стал лидером ЦСКА, который выиграл последний чемпионат СССР и Кубок СССР. Корнеев был признан лучшим футболистом сезона, при том что одноклубники не отдали ему ни одного балла — в команде его считали прижимистым и малообщительным, а дружил он только с погибшим в июне вратарём Михаилом Ерёминым. Дебютировал за сборную СССР в товарищеском матче против англичан (1:3) 21 мая 1991 года.
После распада СССР, несмотря на интерес со стороны ряда английских клубов, перешёл в испанский «Эспаньол» вместе со своим одноклубником Дмитрием Галяминым и спартаковцем Андреем Мохом. Чуть позже в клуб перешёл ещё один армеец — Дмитрий Кузнецов. Игроки помогли клубу не вылететь в Сегунду в концовке сезона 1991/92. Корнеев стал участником чемпионата Европы 1992 (1 игра) в составе сборной СНГ. Хавьер Клементе, который собирал российскую четвёрку, был уволен, на его место пришёл Хосе Антонио Камачо, который постепенно начал избавляться от россиян. Корнеев активно начал забивать и смог перейти в «Барселону B» в 1994 году после того, как получил статус свободного агента в «Эспаньоле». Переход состоялся после случайной встречи в ресторане с Тони Брюинсом, ассистентом главного тренера «Барселоны» Йохана Кройфа. Корнеев стал очередным легионером в команде после Рональда Кумана, Ромарио, Стоичкова, Хаджи и Хорди Кройфа в условиях лимита, позволявшего выходить на поле только трём иностранцам. Зимой Ромарио ушёл из команды. Корнеев дебютировал 15 января в игре с «Логроньесом» (3:0) и отдал два голевых паса. Он вписался в тактическую схему «Барселоны» на позиции разыгрывающего. Испанскими СМИ был признан лучшим игроком матча. Однако в следующем матче против «Альбасете» (2:2) выглядел блекло и был вытеснен из состава отбывшим дисквалификацию Стоичковым. 1 марта 1995 года в первом четвертьфинале Лиги чемпионов с «ПСЖ» (1:1) на 40-й минуте дал пас на Бегиристайна, который забил из офсайда. В начале второго тайма разыграл «стенку» со Стоичковым, прострелил на Бегиристайна, и от рук Лама мяч оказался в воротах.
По словам Корнеева, Кройф больше использовал его на правом фланге, а не в более привычном центре. Последний матч за «Барселону» он провёл 23 апреля 1995 года против «Вальядолида» (4:1). Всего сыграл 13 матчей (8 — в старте). В СМИ сообщалось, что, по словам Кройфа, Корнеев не показывал всего, на что способен, особенно в решающие моменты матчей. Клуб хотел сохранить права на Корнеева ещё на три года (1+1+1), отдав его в аренду, но футболист отказался. Впоследствии он называл этот отказ самой грубой ошибкой в карьере.
В начале августа появилась информация о скором переходе Корнеева во французский «Нант», но клуб взял поляка Романа Косецкого. Корнеев был на просмотре в английском «Вест Хэме». В январе 1996 сообщалось об интересе к нему со стороны «Валенсии» и «Севильи». В марте 1996 года перешёл в нидерландский «Херенвен», где за два сезона постоянной игры в основе обратил на себя внимание «Фейеноорда». С этой командой выиграл чемпионат Голландии 1998/99 и Кубок УЕФА 2001/02 (в финальном матче 2002 года был в запасе, на поле не выходил). Закончил карьеру в «НАК Бреда».
Затем работал тренером в школе «Фейеноорда», с 2006 года по 2010 — ассистентом главного тренера сборной России Гуса Хиддинка. В 2010 году занял должность спортивного директора в петербургском «Зените». По истечении контракта в январе 2012 года клуб не стал продлевать с ним соглашение (с формулировкой «в связи с упразднением должности»).
4 марта 2014 года получил работу в пражской «Славии» — стал советником спортивного (селекционного) отдела.
17 августа 2016 года был назначен спортивным директором московского «Локомотива». 14 декабря 2016 года контракт был расторгнут.
В октябре 2019 — ноябре 2020 — советник президента ФК «Монако».

## Статистика выступлений
| Выступление      | Выступление      | Выступление      | Лига | Лига | Кубок | Кубок | Суперкубок | Суперкубок | Еврокубки | Еврокубки | Итого | Итого |
| Клуб             | Лига             | Сезон            | Игры | Голы | Игры  | Голы  | Игры       | Голы       | Игры      | Голы      | Игры  | Голы  |
| ---------------- | ---------------- | ---------------- | ---- | ---- | ----- | ----- | ---------- | ---------- | --------- | --------- | ----- | ----- |
| ЦСКА (Москва)    | Высшая лига      | 1987             | 19   | 3    | 1     | 0     | 0          | 0          | 0         | 0         | 20    | 3     |
| ЦСКА (Москва)    | Первая лига      | 1988             | 37   | 13   | 1     | 0     | 0          | 0          | 0         | 0         | 38    | 13    |
| ЦСКА (Москва)    | Первая лига      | 1989             | 38   | 14   | 8     | 2     | 0          | 0          | 0         | 0         | 46    | 16    |
| ЦСКА (Москва)    | Высшая лига      | 1990             | 21   | 8    | 7     | 6     | 0          | 0          | 0         | 0         | 28    | 14    |
| ЦСКА (Москва)    | Высшая лига      | 1991             | 29   | 10   | 3     | 1     | 0          | 0          | 2         | 0         | 34    | 11    |
| ЦСКА (Москва)    | Итого            | Итого            | 144  | 48   | 20    | 9     | 0          | 0          | 2         | 0         | 166   | 57    |
| Эспаньол         | Примера          | 1991/92          | 14   | 6    | 0     | 0     | 0          | 0          | 0         | 0         | 14    | 6     |
| Эспаньол         | Примера          | 1992/93          | 32   | 7    | 2     | 1     | 0          | 0          | 0         | 0         | 34    | 8     |
| Эспаньол         | Сегунда          | 1993/94          | 27   | 8    | 7     | 4     | 0          | 0          | 0         | 0         | 34    | 12    |
| Эспаньол         | Итого            | Итого            | 73   | 21   | 9     | 5     | 0          | 0          | 0         | 0         | 82    | 26    |
| Барселона        | Примера          | 1994/95          | 12   | 0    | 0     | 0     | 0          | 0          | 1         | 1         | 13    | 1     |
| Барселона        | Итого            | Итого            | 12   | 0    | 0     | 0     | 0          | 0          | 1         | 1         | 13    | 1     |
| Херенвен         | Эредивизи        | 1995/96          | 11   | 2    | 0     | 0     | 0          | 0          | 0         | 0         | 11    | 2     |
| Херенвен         | Эредивизи        | 1996/97          | 25   | 5    | 6     | 4     | 0          | 0          | 4         | 0         | 35    | 9     |
| Херенвен         | Итого            | Итого            | 36   | 7    | 6     | 4     | 0          | 0          | 4         | 0         | 46    | 11    |
| Фейеноорд        | Эредивизи        | 1997/98          | 20   | 2    | 1     | 0     | 0          | 0          | 6         | 1         | 27    | 3     |
| Фейеноорд        | Эредивизи        | 1998/99          | 17   | 5    | 2     | 2     | 0          | 0          | 1         | 0         | 20    | 7     |
| Фейеноорд        | Эредивизи        | 1999/00          | 15   | 6    | 1     | 0     | 0          | 0          | 3         | 0         | 19    | 6     |
| Фейеноорд        | Эредивизи        | 2000/01          | 17   | 6    | 0     | 0     | 0          | 0          | 6         | 2         | 23    | 8     |
| Фейеноорд        | Эредивизи        | 2001/02          | 10   | 1    | 1     | 0     | 0          | 0          | 0         | 0         | 11    | 1     |
| Фейеноорд        | Итого            | Итого            | 79   | 20   | 5     | 2     | 0          | 0          | 16        | 3         | 100   | 25    |
| НАК Бреда        | Эредивизи        | 2002/03          | 10   | 0    | 0     | 0     | 0          | 0          | 0         | 0         | 10    | 0     |
| НАК Бреда        | Итого            | Итого            | 10   | 0    | 0     | 0     | 0          | 0          | 0         | 0         | 10    | 0     |
| Всего за карьеру | Всего за карьеру | Всего за карьеру | 354  | 96   | 40    | 20    | 0          | 0          | 23        | 4         | 417   | 120   |

## Достижения

### Командные
- Чемпион СССР: 1991
- Обладатель Кубка СССР: 1991
- Чемпион Нидерландов: 1999
- Обладатель Кубка УЕФА: 2001/02
- Бронзовый призёр чемпионата Европы 2008 (тренер-ассистент сборной России)

### Личные
- Лучший футболист сезона: 1991
- В списке 33 лучших футболистов сезона в СССР (1): № 1 — 1991.